# Сетевой изолятор
Сетевые изоляторы создают внутри медной линии передачи данных Ethernet гальваническую развязку с повышенной диэлектрической прочностью. В ней, по принципу электромагнитной индукции, высокочастотное переменное напряжение передается с минимальными потерями в полосе частот, предусмотренной для передачи данных. Благодаря такому принципу передачи, сетевым изоляторам не требуется собственное электропитание. В настоящее время сетевые изоляторы обеспечивают скорости передачи до 1000 Мбит/с.

## Области применения

### Медицинская техника
В медицинской области сетевые изоляторы служат для защиты пациентов от токов утечки. При этом сетевое соединение между активным медицинским прибором и Ethernet-сетью или с немедицинским устройством, как, например, офисный ПК или ноутбук, классифицируется по стандарту IEC 60601-1 (3-е издание) для медицинских электрических приборов и систем как потенциальный источник опасности, который может вызывать опасный для пациентов ток утечки вследствие разности напряжений между потенциалами "земли" подключенных сетевых абонентов. Однако такие разности напряжений могут быть вызваны и неверной прокладкой, например, при неверном подключении или при контакте между экраном и линией данных внутри поврежденного кабеля и токоведущими деталями внутри кабелепровода.
Сетевые изоляторы могут применяться в качестве принадлежности или компонента медицинских электрических приборов или систем. Хотя сами сетевые изоляторы и подпадают под требования стандарта 60601-1 и 60601-1-2, однако они не являются медицинскими изделиями в смысле Директивы по медицинским изделиям 93/42/EWG, так как сами по себе не предназначены для выполнения никаких терапевтических или диагностических задач. Тем самым, как отдельные устройства, они не подлежат обязательному контролю на соответствие требованиям безопасности (STK), если это не указано в сопроводительной документации изготовителя сетевых изоляторов или медицинских электрических систем, состоящих из сетевого изолятора и активного медицинского изделия.
Сетевые изоляторы должны располагаться как можно ближе к медицинскому прибору. В медицинской области они часто применяются вместе с разделительными трансформаторами, которые также предназначены для защиты пациентов, однако от слишком больших токов из электрической сети в случае неисправности изоляции.

### Другие области применения
Кроме того, сетевые изоляторы применяются во многих других технических устройствах для развязки по напряжению подключенных приборов:
- В контрольно-измерительной аппаратуре электрических лабораторий, соединенной с пультом управления по интерфейсу Ethernet
- В серверных системах с резервированием, соединенных на расстояниях до 100 м с помощью медной кабельной проводки
- В домашней или деловой сфере при сетевых соединениях из медного кабеля, на которых имеется неустранимая разность потенциалов между зданиями или их частями, однако для которых применение оптического кабеля было бы слишком затратным
- Общее применение в качестве фильтра поверхностного тока для Ethernet-соединений

## Технические требования
Международный стандарт IEC 60601-1 (3-е издание) для медицинских электрических приборов и систем предъявляет высокие требования к изоляционным параметрам сетевых изоляторов. Он устанавливает значительно более высокие требования, чем применяемый в немедицинской области стандарт IEC 60950 (Устройства информационной техники), так как считается, что пациент может быть без сознания, под действием наркотиков или обездвижен, что требует более высокой степени его защиты.
Для медицинских приборов или систем стандарт IEC 60601-1 (3-е издание) требует двух независимых защитных механизмов для защиты пациентов (англ. Means Of Patient Protection = MOPP). При этом сетевой изолятор, в зависимости от конструкции своей изоляции, может создавать один или два защитных механизма для защиты пациентов. В случае только одного MOPP для затронутого прибора должен быть применен второй защитный механизм, например, с помощью шины выравнивания потенциалов, проложенной с механическим креплением.
Соответствие требованиям подлежащих применению стандартов и директив, в частности IEC 60601-1, изготовители подтверждают в собственных ЕС-декларациях и/или в сертификатах испытаний независимых испытательных лабораторий. Однако, как правило, из сертификатов неясно, имеет ли сетевой изолятор один или два защитных механизма (MOPP), что зависит от комбинации воздушных путей и путей утечки, конструкции изоляции и диэлектрической прочности. Только из диэлектрической проницаемости – требуется 1,5 кВ~ для одного MOPP и 4 кВ~ для двух MOPP – невозможно определить число реализованных защитных механизмов.
Неэкранированные кабельные соединения, иногда называемые в качестве альтернативы применению сетевых изоляторов, не обладают, в смысле стандарта IEC 60601-1, достаточным защитным действием, так как и сами линии передачи данных могут проводить опасные напряжения.
Гальванические разделяющие элементы, применяемые в сетевых платах и других активных сетевых компонентах, построенных согласно стандарту IEC 60950, не соответствуют требованиям к гальваническому разделяющему устройству в смысле стандарта IEC 60601-1, так как, во-первых, экранирование имеет переходное соединение и, во-вторых, конструкция изоляции не соответствует, как правило, строгим требованиям стандарта IEC 60601-1, и поэтому не могут заменить сетевые изоляторы в медицинской области.
Качество передачи сетевого изолятора можно определить с помощью обычных в сетевой технике параметров путей прокладки (например, вносимое затухание, затухание вследствие рассогласования, перекрестные помехи).
Назначением сетевого изолятора является ликвидация любого прямого гальванического соединения между подключенными приборами. Поэтому, наряду с линиями передачи данных, экран кабеля также должен быть гальванически разъединен.

## Конструктивные исполнения
Сетевые изоляторы предлагаются в разных конструктивных исполнениях, как внешний прибор в отдельном корпусе, как встраиваемые варианты для изготовителей приборов и интегрированными в настенные розетки для сетей.